# فينيسيو ايسبينال
فينيسيو ايسبينال (14 نوفمبر 1982 بسانتو دومينغو في جمهورية الدومينيكان - ) هو لاعب كرة قدم دومينيكي في مركز الوسط. شارك مع منتخب جمهورية الدومينيكان لكرة القدم. أما مع النوادي، فقد لعب مع أتالانتا ونادي برو فيرتشيلي ونادي بينيفينتو ونادي فينيزيا ونادي كروتوني ونادي ليكو ونادي مونزا وبونتي سان بيترو ‏ وSSD Virtus CiseranoBergamo 1909 ‏ ونادي تارانتو 1927 وPro Palazzolo SSD ‏ وPaganese Calcio 1926 ‏ وUC AlbinoLeffe ‏ وPortogruaro Calcio ASD ‏.

## وصلات خارجية
- فينيسيو ايسبينال على موقع الاتحاد الدولي (مؤرشف)  (الإنجليزية)
- فينيسيو ايسبينال على موقع قاعدة بيانات كرة القدم.إي يو (الإنجليزية)
- فينيسيو ايسبينال على موقع ناشيونال فوتبول تيمز (الإنجليزية)
- فينيسيو ايسبينال على موقع Soccerway.com (الإنجليزية)